# Hohlsaum

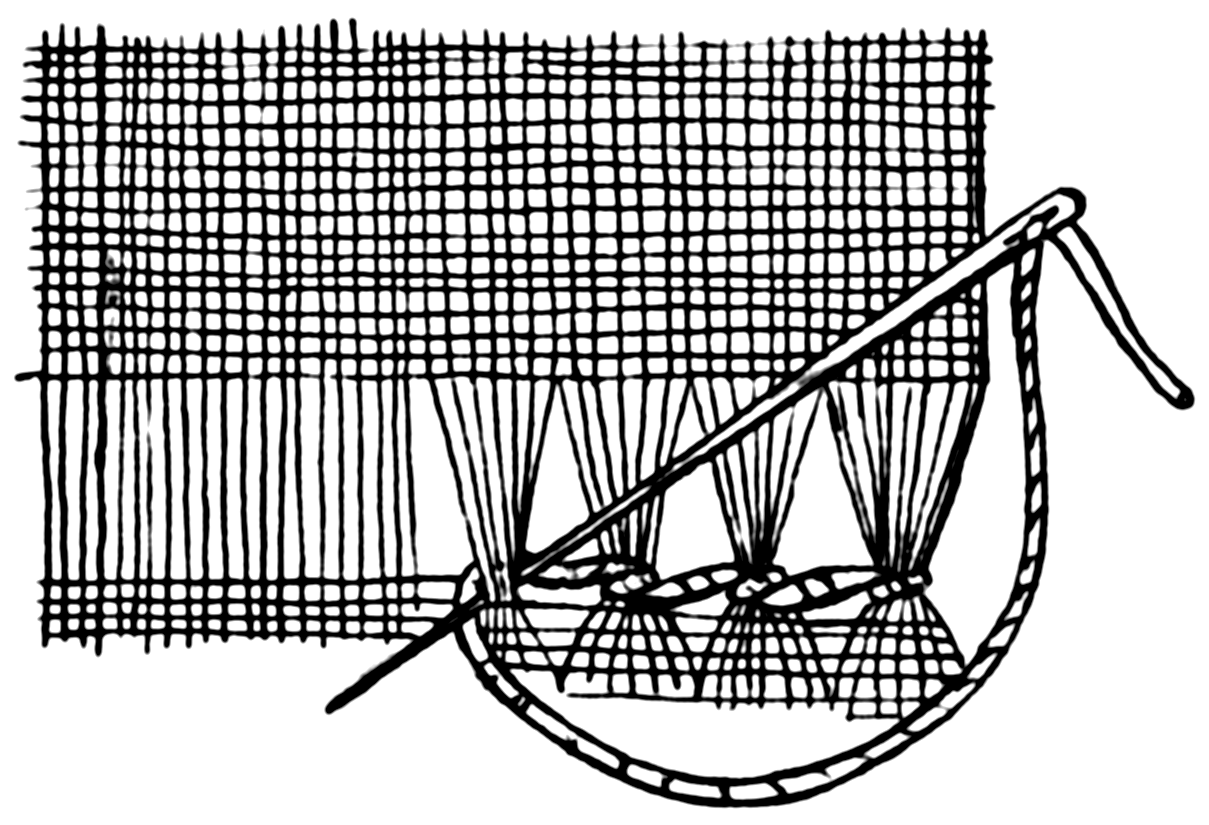
Hohlsaum-Stich

Hohlsaum ist eine Handarbeitstechnik, mit der Stoffkanten an leinenbindigen Stoffen (v. a. an Weißwäsche wie Tischdecken, Bettlaken und Schürzen) dekorativ versäubert werden. Er zählt zu den einfacheren Varianten der Durchbrucharbeit.
Die Stoffkante wird zweifach umgeschlagen, wie es beim Versäubern von Säumen üblich ist. Dort, wo der erste Umschlag zu liegen kommt, werden mehrere Fäden parallel zur umgeschlagenen Kante ausgezogen. Dadurch liegt ein Teil der quer zum Saum liegenden Fäden frei. Der Nähfaden wird im umgeschlagenen Saum befestigt, dann schlingt man den Nähfaden um einige (üblicherweise drei bis fünf) der freiliegenden Fäden und sticht wieder durch den umgeschlagenen Saum. Führt man dies fort, indem man jedes Mal die gleiche Anzahl Querfäden umschlingt, werden die Querfäden zu Bündeln zusammengefasst, sodass sich entlang des Saums kleine Löcher bilden. Der Nähfaden tritt gegenüber den Löchern optisch zurück. Diese Unauffälligkeit des Nähfadens galt insbesondere im späten 19. und frühen 20. Jahrhundert als erwünscht. Im Verlauf des 20. Jahrhunderts geriet Hohlsaum außer Mode.